# Онічень (Нямц)
Онічень, Онічені (рум. Oniceni) — село у повіті Нямц в Румунії. Входить до складу комуни Онічень.
Село розташоване на відстані 275 км на північ від Бухареста, 62 км на схід від П'ятра-Нямца, 50 км на південний захід від Ясс.

## Населення
За даними перепису населення 2002 року у селі проживали 385 осіб, усі — румуни. Усі жителі села рідною мовою назвали румунську.